# Храм Преподобного Сергия Радонежского (Порту-Алегри)
Храм Преподобного Сергия Радонежского (порт. Igreja Ortodoxa Russa de São Sérgio de Radonej) — храм Аргентинской и Южноамериканской епархии Русской православной церкви, расположенный в городе Порту-Алегри, штат Риу-Гранди-ду-Сул, Бразилия.

## История
Приход был основан в 1938 году русским эмигрантами. Для совершения богослужений стал приезжать священник Андрей Лысенко и совершать богослужения на частной квартире. Постепенно собрали средства на строительство храма; был приобретён участок, на котором построили деревянный дом, где разместились церковь и квартира настоятеля, а впоследствии была заложена каменная церковь..
В конце 1940-х годов сюда прибыло несколько сотен русских, белорусских и украинских семей — жертв войны.
Первым настоятелем прихода был Александр Малинин, который в начале 1950-х годов, в городе на добровольные пожертвования были приобрёл два земельных участка. Была построена деревянная церковь во имя преподобного Сергия Радонежского. Священника Андрея Лысенко сменил игумен Валентин, при котором в 1956—1957 годах была построена каменная церковь и освятили.
В 1994 году храм Перешёл из РПЦЗ в Московский Патриархат, после чего в Порту-Алегри была создана резиденция постоянного представителя Русской православной церкви в Бразилии. С 1995 года общину стал окормлять протоиерей Анатолий Топала. Со временем он стал настоятелем храма и благочинным Бразильского округа.
15 февраля 2006 года в праздник Сретения Господня в храме совершили Божественную литургию: митрополит Смоленский и Калининградский Кирилл (Гундяев), митрополит Буэнос-Айресский и Южноамериканский Платон (Удовенко), епископ Венский и Австрийский Иларион (Алфеев), духовенство из России, Белоруссии, Украины, Молдовы, Казахстана, Польши и Соединённых Штатов Америки, прибывшие для участия в IX Генеральной ассамблеи Всемирного Совета Церквей, открывшейся 14 февраля.
4 октября 2009 года служением богослужением в храме Преподобного Сергия Радонежского начались торжества, посвящённые 100-летию русской общины в штате Риу-Гранди-ду-Сул, которое совершил митрополит Аргентинский и Южноамериканский Платон (Удовенко) и благочинный Бразильского округа протоиерей Анатолий Топала. 6 октября состоялось торжественное заседание в Законодательном собрании штата Риу-Гранди-ду-Сул, на котором было официально объявлено, что законом штата от 24 апреля 2009 года, что 9 октября объявляется Днем русской диаспоры на юге Бразилии. Торжесва продлились до 12 октября.